# 光洁圆顶蟹
光洁圆顶蟹（学名：Domecia glabra）为扇蟹科圆顶蟹属的动物。分布于日本、土阿莫土群岛、马绍尔群岛、吉尔伯特群岛、圣诞岛、越南、安达曼群岛、马尔代夫、毛里求斯、留尼汪岛、马达加斯加以及中国大陆的西沙群岛、海南岛等地，生活环境为海水，一般栖息于珊瑚礁丛中。